# Meseret Defar
Meseret Defar (Addis Abeba, 19. studenog 1983.) je etiopska atletičarka i vlasnica svjetskog rekorda u utrci na 5000 m kojeg je istrčala na mitingu Zlatne lige u Oslu 2007. Svoj stari rekord popravila je za skoro 8 sekundi i on sada iznosi 14:16.63. Vlasnica je i svjetskog rekorda u utrci na 2 milje, postavljenog 20. svibnja 2007. u američkom Carsonu.
Najveći uspjeh karijere joj je naslov olimpijske pobjednice u utrci na 5000 m iz Atene 2004. Osim tog zlata, ima još dva zlata i jedno srebro sa svjetskih prvenstava.